# Cengkok (Ngronggot)
Cengkok is een bestuurslaag in het regentschap Nganjuk van de provincie Oost-Java, Indonesië. Cengkok telt 9522 inwoners (volkstelling 2010).